# حارة الرضوان (صنعاء)
حارة الرضوان هي إحدى حارات حي شعوب بمديرية شعوب إحد مديريات العاصمة اليمنية صنعاء، بلغ تعداد سكانها 3669 نسمة حسب تعداد اليمن لعام 2004.